# Konung Gustaf V:s jubileumsminnestecken

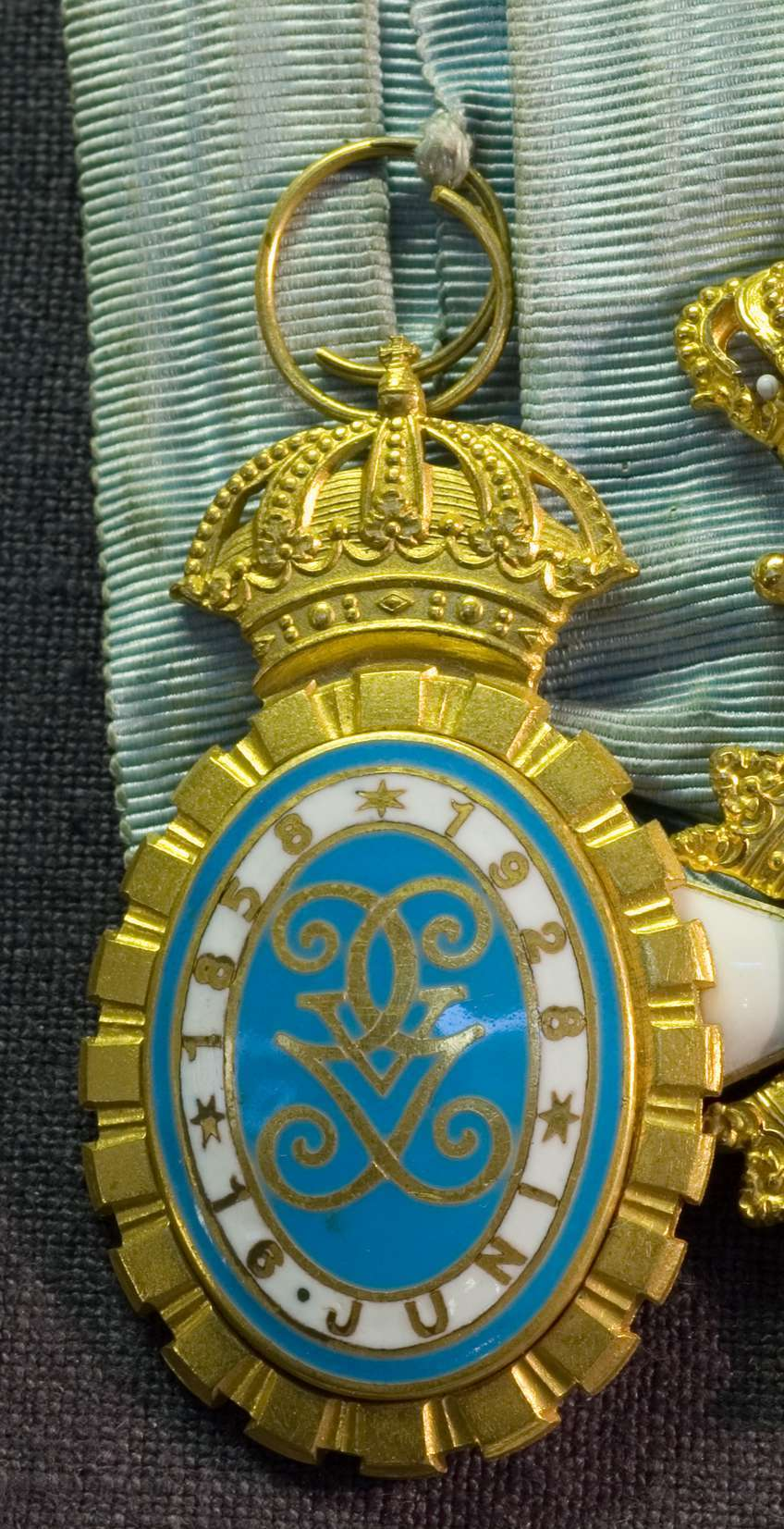
1928 års version av tecknet.

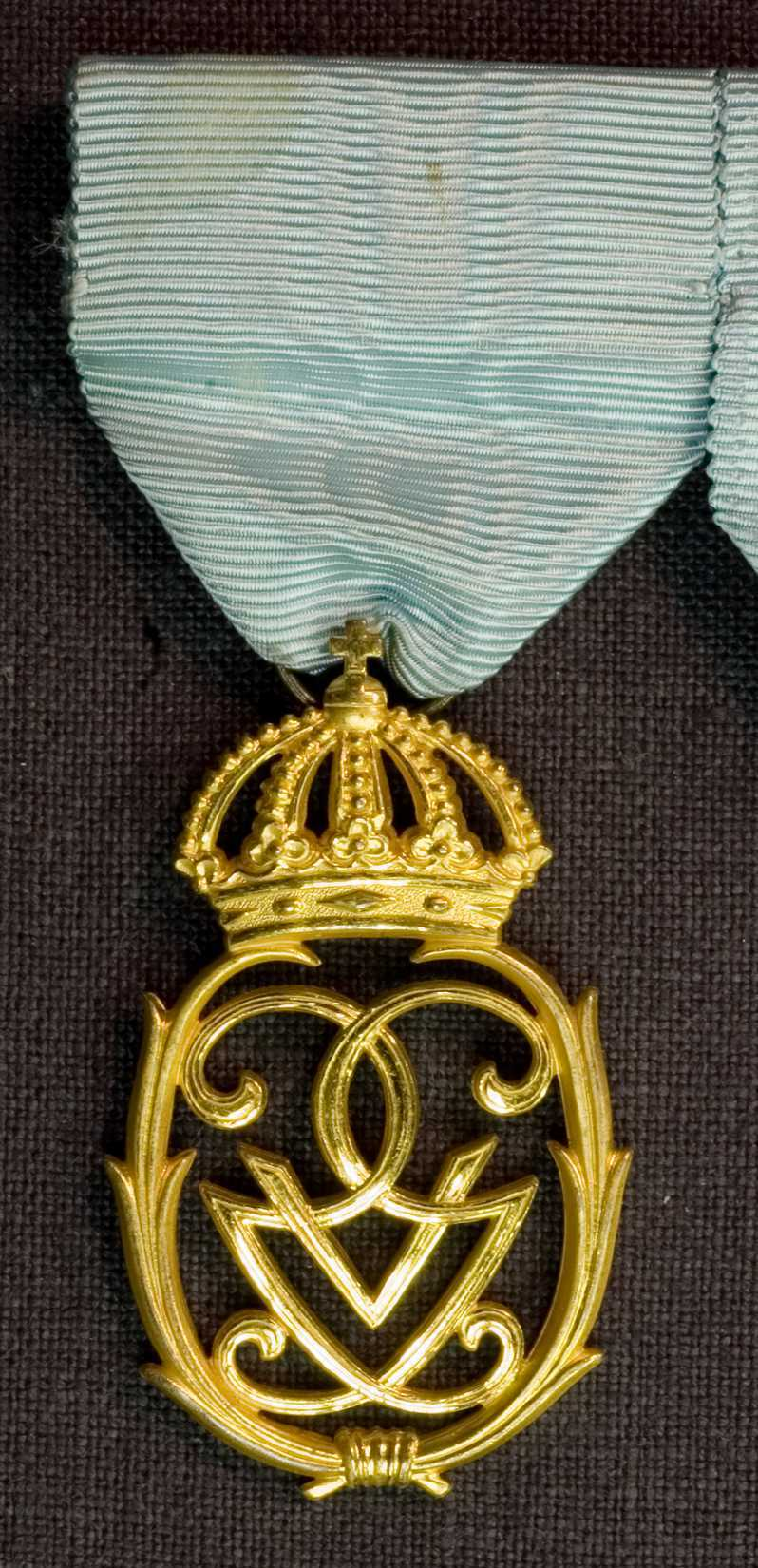
1948 års version av tecknet.

Konung Gustaf V:s jubileumsminnestecken med anledning av 70-årsdagen (GV:sJmt) och Konung Gustaf V:s jubileumsminnestecken med anledning av 90-årsdagen (GV:sJmtII) är två svenska kungliga minnestecken instiftade 1928 respektive 1948.

## 1928 års tecken
Det första tecknet instiftades med anledning av Gustaf V:s 70-årsdag den 16 juni 1928 och formgavs av arkitekten Ivar Tengbom. Det består av en oval medalj under kunglig krona med kungens spegelmonogram i guld på botten av ljusblå emalj samt omgivet av en vitemaljerad rand med inskriften 1858 16 JUNI 1928 och utanför denna en list i blå emalj samt ytterst en förgylld kant. Tecknet mäter 26 x 30 millimeter och bärs i serafimerordens ljusblå band.

## 1948 års tecken
Det andra tecknet instiftades med anledning av samme monarks 90-årsdag den 16 juni 1948 och formgavs av silversmeden Erik Fleming och tillverkades av AB Sporrong. Det består även det av kungens spegelmonogram, nu dock modellerat i genombrutet förgyllt silver omgivet av en stiliserad palmkrans och krönt av kunglig krona. Tecknet mäter 50 x 30 millimeter och bärs i serafimerordens ljusblå band. Detta tecken utdelades i cirka 800 exemplar, bland annat till den kungliga familjens medlemmar, till anställda inom Kungliga Hovstaterna och till dem som bidragit till en med anledning av födelsedagen instiftad kunglig fond "till främjande av den svenska ungdomens frivilliga ideella verksamhet".

## Regler för bärande
Minnestecknen bärs på bröstet före alla ordnar med tecknet från 1948, innan det från 1928.

## Källförteckning
- Berghman, Arvid (1949). Nordiska riddareordnar och dekorationer.. Skrifter / utgivna av Riksheraldikerämbetet, 99-2298099-1 ; 2. Malmö: J. Kroon, Malmö ljustrycksanst. sid. 72f. Libris 1388795
- Löwenhielm, Fredrik; Granath, Karl-Erik; Kälde, Bengt Olof (1987). Svenska ordnar och medaljer. Stockholm: Atlantis. sid. 39 samt bilaga. Libris 7644607. ISBN 91-7486-488-2